# 金腰箭舅
金腰箭舅（学名：Calyptocarpus vialis）为菊科金腰箭舅屬下的一个种。